# Karl Kleist
Karl Kleist (født 31. januar 1879 i Mulhouse, død 26. december 1960 i Frankfurt am Main) var en tysk psykiater. 
Under Første Verdenskrig virkede han ved militærhospitaler og fra 1920 var han ansat i Frankfurt am Main. 
Hans observationer af soldater med krigsskader i hjernen gjorde ham i stand til at kortlægge hjernens funktioner og blev nedfældet i bindet Kriegsverletzungen des Gehirns in ihrer Bedeutung für die Hirnlokalisation und Hirnpathologie i værket Handbuch der ärztlichen Erfahrungen im Weltkriege 1914-1918
Han fik stor betydning for tysk neuropsykiatri og neuropsykologi.

### Artikler om Karl Kleist
- Andreas Joachim Bartsch, Klaus-Jürgen Neumärker, Ernst Franzek, Helmut Beckmann, "Karl Kleist, 1879-1960 Arkiveret 25. februar 2006 hos  Wayback Machine," American Journal of Psychiatry, 157:703, 2000 May
- Klaus-Jürgen Neumarker, Andreas Joachim Bartsch, "Karl Kleist (1879-1960) – A Pioneer of Neuropsychiatry", History of Psychiatry, 14(4):411-458, 2003

### Bøger af Karl Kleist
- Karl Kleist, Sensory aphasia and amusia: The myeloarchitectonic basis, Pergamon Press, Oxford, 1962.